# 中園彩香
中園 彩香（なかぞの あやか、1988年12月2日 - ）は、日本の女優。奈良県出身。舞夢プロ東京事務所所属。

## 来歴
幼少の頃より子役として芸能界に身を置き、大学に通いながら芸能の仕事を続け、バイトで貯めた資金で2009年6月6日に上京。到着したその日から、1日中初めてのコメディ「弟× animal」の稽古に参加（この時の役柄は道路工事のバイトをするパンダ）。舞台役者としてのキャリアを改めてスタートする。
その後映像や舞台で経験を積み、フランキー仲村主宰の劇団、「激富」の時代モノの客演では、出生に秘密があり、世が世ならその国の姫で、運命に翻弄されながらも命を賭して思いを貫くヒロイン…という役柄を確立する。「HANAMIZUKI ～try again～」では、口がきけないという難役で演技力の高さを示した。
劇団ドリームクラブのオーディションに合格。2013年8月にラゾーナ川崎で行われた舞台「舞台ドリームクラブ～国民総ピュア化計画☆エブリディが週末!?～」でヒロイン・亜麻音役を務める。その後、ホストガール・オン・ステージvol.2 vol.4 に再び亜麻音として出演した後、2015年4月30日をもって、同劇団を退団。
同年8月に行われた「黄金のコメディフェスティバル」で、バンタムクラスステージの作品に客演し、審査員の小劇団応援団長・手塚宏二氏をして、「カミーユ役の女性は今、この時点で日本で一番素敵な女優だろう」と言わしめた。
映像においては、NHKの朝の連続テレビ小説シリーズ「芋たこなんきん」「梅ちゃん先生」「花子とアン」などに出演。大河ドラマ「龍馬伝」「江〜姫たちの戦国〜」「平清盛」と3作連続出演する。
民放では朝日放送ドラマ「相棒 SEASON12」の初回スペシャルにウェイトレス役で出演。TBSドラマ「コウノドリ」第4話では妊婦・水田英子を演じ、ドラマ冒頭の病院待合室のベンチで出産するという、インパクトのある難しい役柄をこなした。
映像作品ではその美しい容貌から、出演時間は短くても印象的な役を当てられ、ウェイトレス役での出演も多い。
また書籍では、旅行ムック本「るるぶ」にモデルとして多数出演している。
彼女のファンの総称は「ぞにーズ。」（公募からの本人選定）。
2021年12月2日、入籍。

## 人物
特技：水泳、卓球
趣味：ジム通い、ダンス
好きな食べ物：イチゴ、チョコレート
受賞：黄金のコメディフェスティバル2015 バンタムクラスステージ「クロッシング・ハニーズ」優秀作品賞受賞（2015年8月）
所有資格：普通自動車免許・英検準2級・秘書検定2級

## エピソード
ダンスが得意で、「HANAMIZUKI ～try again～」では、冒頭シーンで華麗なダンスを披露している。
「舞台ドリームクラブ～国民総ピュア化計画☆エブリディが週末!?～」劇中のダンス･シーンは、上手くなる前の亜麻音のダンスを下手に踊るのに苦労したと語っている。
「コウノドリ」の妊婦･水田英子は、芸歴20年目にして初のフルネームのある役だった。
多数出演の功績により、るるぶTwitter公式アカウントより「るるぶ女優」の称号を授かる。

## 出演

### テレビ番組
ドラマ
- 芋たこなんきん（NHK総合）（2006年10月2日～2007年3月31日）
- DRAMATIC-J「超能力シックス」（関西テレビ） 第2話 - エリ 役（2008年4月21日）
- 万葉ラブストーリー 夏（NHK総合） 第2話「花守り」- 桜井るり 役（2008年10月）
- 龍馬伝（NHK総合）（2010年1月3日～11月28日）
- まいど238号（NHK総合） - カップル 役（2010年10月）
- 江〜姫たちの戦国〜（NHK総合）（2011年1月9日～11月27日）
- 蝶々さん（NHK総合）（2011年11月19日･11月26日）
- 塚原卜伝 第3話「将軍暗殺」（NHKBSプレミアム） - 拐される女 役（2011年10月16日）
- 平清盛（NHK総合）（2012年1月8日～12月23日）
- 梅ちゃん先生（NHK総合） - 会社員 役 レギュラー（2012年4月2日～9月29日）
- 陽だまりの樹 最終回（NHKBSプレミアム） -カップル 役（2012年6月22日）
- 相棒season12 初回スペシャル｢ビリーバー｣（テレビ朝日） - ウェイトレス 役（2013年10月16日）
- 花子とアン（NHK総合） - 修和女学校生徒 役  レギュラー（2014年3月31日～9月27日）
- コウノドリ 第4話「小さな命 あなたを救うのは私」（TBS） - 水田英子役（2015年11月6日）
- 真田丸 第5回「窮地」（NHK総合） - 人質女性 役（2016年1月10日～12月18日）
- 怪盗 山猫 第7話 「遂に決着！巨悪の正体を暴け！」（日本テレビ） - インタビューを受ける女性 役（2016年2月27日）
- 今夜、勝手に抱きしめてもいいですか?（テレビ神奈川） - シェアオフィス社員 役 レギュラー（2018年10月）
- 関西テレビ放送開局60周年ドラマ BRIDGE はじまりは1995.1.17神戸 プロローグドラマ「ひと目、あなたに。」（U-NEXT） - 若い母親 役（2019年1月1日～）
- 最愛  第9話（2021年12月10日、TBS）
- もしも、イケメンだけの高校があったら(テレビドラマ)  第6話（2022年2月19日、テレビ朝日）
- ムチャブリ! わたしが社長になるなんて 第9話 (2022年3月9日、日本テレビ) - 通行人 役
- オールドルーキー 第1話（2022年6月26日、TBS）- 定食屋店員 役

バラエティ
- 釣り・ロマンを求めて（テレビ東京） 第3期 レギュラー （2009年）
- 秘湯ロマン（テレビ朝日)（2010年）
- 温泉女子（テレビ神奈川 他7局ネット） - レポーター（2011年11月～2012年10月）
- My You（YOUテレビ） （2011年）
- 秘密のケンミンSHOW 再現VTR（日本テレビ、2012年4月26日）
- よ～いドン！ 「人生ホカホカ思い出ごはん」 再現VTR（関西テレビ） - 小椋久美子 役（2012年8月）
- 私の何がイケないの? 再現VTR（TBS）（2012年10月22日）
- 桃源紀行 7つのしあわせ 第5回 奈良篇（BSプレミアム) - レポーター（2013年3月30日）
- めざましテレビ 「ココ調」（フジテレビ） - 仕掛け人役（2013年9月5日）
- にじいろジーン「働くオンナの人生劇場」（関西テレビ） 再現VTR（2015年3月）（2015年5月）
- Lifeサプリ（BS日本） （2015年）
- ダラケ! ～お金を払ってでも見たいクイズ～season6 第3弾「カリスマ産婦人科医ダラケ!」（BSスカパー） - 妊婦 役（2016年2月11日）
- 行列のできる法律相談所 再現VTR（日本テレビ） （2019年）

### CM
- 上新電機 （2008年）
- 善都 3年カンプロジェクト「朝カン」篇（2010年10月）
- サッポロビール 麦とホップ「やっぱり、中身」篇（2013年4月）
- イオン イオン･ザ･バーゲン「買い物を遊べ」篇 （2014年）
- 帝京大学 福岡キャンパス医療技術学科 - 救急救命士 役 （2014年）
- 小林製薬 アルピタン「男女飲み会」篇 - 参加女性 役（2019年8月）
- モスバーガー「海老天七味マヨ」篇 - 観客女性 役（2019年9月）

### WEB動画
- Lyfe it「侍ver.」篇（パナソニック） - ヒロイン 町娘 役（2016年3月）
- トップハレタ (ライオン)
  - 「カラッと乾いてふっくらって本当？試してみました！」篇（2018年8月）
  - 「雨の日は…」篇 - 洗田さん 役（2018年9月）
  - 「お仕事帰りは…」篇 - 洗田さん 役（2018年9月）
  - 「寒い日は…」篇 - 洗田さん 役（2018年11月）

### 映画
- ムラサキカガミ（三原光尋監督作品） - 加代 役（2010年6月）
- メリーさんの電話（三原光尋監督作品） - 正子 役（2011年2月）
- 人生の約束（石橋冠監督作品） - ウェイトレス 役（2016年1月）
- I_CQ:（山田亞実監督作品） - マドンナ 星野幸 役（2017年2月）
- 探偵事務所新撰組外伝（teamACT） - ヒロイン さゆり 役（2018年2月）

### 舞台
- 三宅和樹プロデュース公演Vol.3 弟× animal - わかば 役（2009年9月）
- 激富09' Beautiful MANIA ～ウツクシキヘンタイ～（激富） - アスカ 役（2009年4月）
- 激富2011 夏嵐 ～げらん～（激富） - サユリ 役（2011年11月）
- 激富スペシャル2012 秀吉死す！（激富） - 凛 役（2012年6月）
- 激富2013 Angel Fang ～天使の牙～（激富） - タケヤ 役（2013年2月）
- ピカイチ殺人事件（teamACT） - ヒロイン さゆり 役（2013年1月）
- 舞台ドリームクラブ ～国民総ピュア化計画☆エブリディが週末!?～（劇団ドリームクラブ） - ヒロイン 亜麻音 役（2013年8月）
- 中総一朗プロデュース第3回公演 HANAMIZUKI ～try again～（n.p.c） - ヒロイン みずき 役（2013年11月）
- THE EDGE R-18 地下２階の人々 映像出演（2013年11月）
- ピカイチ殺人事件3（teamACT） - ヒロイン さゆり 役（2014年7月）
- 黄金のコメディフェスティバル2015「クロッシング･ハニーズ」（バンタムクラスステージ） -カミーユ役（2015年8月）
- THE SHORT CUTs SEVEN.（バンタムクラスステージ）

「Mr.ミスアンダスタンド」 - ヒロイン ソフィー 役
「マリッジ･ディープ･ブルー」 - ヒロイン ワイダ役（2016年9月）

### ライブ
- ホストガール ライブオンステージ Vol.2（劇団ドリームクラブ） - ヒロイン 亜麻音 役（2014年5月31日）
- ホストガール ライブオンステージ Vol.4（劇団ドリームクラブ） - ヒロイン 亜麻音 役（2014年11月28日）
- 東京ゲームショウ2018 D3Pブース ドリームクラブパフォーマー（ディースリーパブリッシャー） ドリーム) - ヒロイン 亜麻音 役（2018年9月）

### ゲーム
- テイルズ オブ エクシリア（バンダイナムコゲームス） - レイア･ロランド 役モーションアクター（2011年9月8日発売）
- テイルズ オブ エクシリア2（バンダイナムコゲームス） - レイア･ロランド 役モーションアクター（2012年11月1日発売）
- テイルズ オブ アライズ（バンダイナムコゲームス） - リンウェル 役モーションアクター（2021年9月9日発売）
  - テイルズ オブ アライズ Beyond the Dawn（バンダイナムコゲームス ※ダウンロードコンテンツ） - リンウェル 役モーションアクター（2023年11月9日発売）

### WEB
- HALULU（スタジオアリス） （2014年）
- 確定申告アプリ（freee）（2018年8月～）

### 雑誌･書籍
- るるぶ（JTBパブリッシング）
  - るるぶ 京都･大阪･神戸
  - るるぶ 大阪 （2009年）
  - るるぶ 横浜･中華街･みなとみらい'15 （2015年）
  - るるぶ 伊豆･箱根'15 （2015年）
  - るるぶ 日光･那須'15 （2015年）
  - 他多数
- URara通信 2013年夏号 他（UR都市機構）
- 東京近郊の自然さんぽ（JTBパブリッシング）（2018年3月）

### DVD
- DRAMATIC-J 1「超能力シックス」（ポニーキャニオン） - エリ 役（2009年2月4日発売）
- 梅ちゃん先生DVD-BOX（NHKエンタープライズ） - 会社員 役（2012年発売）
- 舞台ドリームクラブ 国民総ピュア化計画☆エブリデイが週末!? （ネリム） - ヒロイン 亜麻音 役（2013年12月23日発売）
- 劇団ドリームクラブ ホストガール ライブオンステージ Vol.2（ネリム） - ヒロイン 亜麻音 役（2014年6月10日発売）
- 花子とアンDVD-BOX（NHKエンタープライズ） - 修和女学校生徒 役（2014年発売）
- 黄金のコメディフェスティバル2015（アイビス･プラネット） バンタムクラスステージ「クロッシング･ハニーズ」- カミーユ 役（2015年発売）
- コウノドリDVD-BOX（TCエンタテインメント） - 水田英子 役（2015年発売）
- 今夜勝手に抱きしめてもいいですか？DVD-BOX（角川書店） - シェアオフィス社員 役（2019年4月5日発売）

### スチール
- Lyfe it（パナソニック）（2016年3月）
- スマートEX（JR東海） - 母親 役 （2017年）

### PV
- キタックフェスティバルIn秋葉原2013「みんなのGOGO！CHANCE」（北電子） - OL 役（2013年2月2日）

### イベント
- 万葉ラブストーリー（NHK） （2008年）
- brotherミシン（ブラザー工業） （2012年）